# Шефкет Курт
Мухамед Шефкет ефендија Курт (Травник, 1879 — Тузла, 21. јуна 1963), био је муфтија у Травнику, Бањој Луци и Тузли. Заслужан је за спашавање живота више десетина Срба током Другог свјетског рата. Након рата, због ових заслуга одликован је Орденом братства и јединства, а једна од улица у Тузли носи његово име.

## Биографија
Мухамед Шефкет ефендија Курт рођен је у Травнику 1879. године, гдје је завршио основну школу и медресу, док је студије окончао у Цариграду и Дамаску. Службовао је у Травнику и Бањој Луци, а у Тузлу је стигао 1925. године и остао муфтија све до 1933. године. Пензионисан је 1936. године.

### Догађаји из 1942. године
Бадње вече у зиму 1942. године требало је да буде и посљедње у животима неколико стотина православних Срба, јер су усташке власти у окупираној Тузли намјеравале срушити Саборни храм Успења Пресвете Богородице. Упоредо с рушењем тузланске православне цркве, усташе су намјеравале починити масовну егзекуцију цивила српске националности на Бадњи дан.
Информација о припреми монструозног усташког плана допрла је до Шефкета, који је окупио угледне Тузлаке и срочио резолуцију која је достављена њемачким окупационим снагама. Потпуковник Вист, њемачки командант града, хитро је реаговао, те су по Тузли истакнути плакати са упозорењем „да нико никога не смије злостављати, одузимати или рушити туђу имовину и дирати живаљ који слави [Бадњи дан и Божић]”.
Послије резолуције упућене њемачким окупационим снагама, Шефкет ефендија Курт и хаџи Хасанага Пашић, некадашњи градоначелник Тузле, предводили су делегацију која се састала са Андријом Артуковићем, министром унутрашњих послова НДХ, иначе једним од најближих сарадника Анте Павелића. Њихов разговор није било нимало пријатан, а у једном тренутку, како ће касније испричати свједоци, Артуковић је репетирао свој лугер и кренуо на ефендију Курта и Пашића. Преостали чланови делегације тузланских угледника поручили су Артуковићу да ће цијела Тузла „отићи у шуме” ако убије ефендију Курта и Пашића. Ово је одвратило Артуковића од намјере.
Његова двојица синова Асим и Енвер погинули су као припадници партизанских јединица у НОБ-у.

### Након рата
Ефендија Курт остао је у Тузли све до смрти. Умро је 21. јуна 1963. године у 84. години. Десетак хиљада грађана Тузле и околине (припадника свих етничких и вјерских заједница) дошло је на његову сахрану, а дирљив говор одржао је прота Ђорђе Јовановић.
За живота, Шефкет ефендија Курт, као вјерски службеник, одликован је Орденом братства и јединства, а улица поред Мејданске џамије у Тузли данас носи његово име.